# Візитівка
Візиті́вка, візи́тка, візито́ва картка, візи́тна картка — картка з прізвищем, ім'ям та по батькові, іноді з адресою її власника для вручення під час знайомства або візиту. Традиційний носій контактної інформації про людину чи компанію.

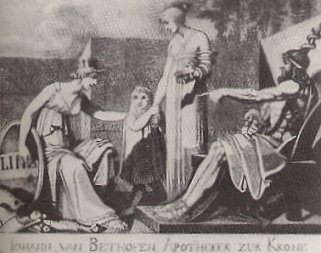
Візитівка Йоганна ван Бетховена, брата Людвіга ван Бетховена

## Історія візитівок
Візитна картка з'явилася у XV столітті в Китаї, де також винайшли папір. Дуже популярними візитні картки були у Франції за часів Людовика XIV. У Російській імперії візитні картки стали популярними за часів Катерини II. Наприкінці XIX століття набули поширення рекламні візитівки.

## Сучасні види візитівок
В основному візитівки поділяють на три умовні види:

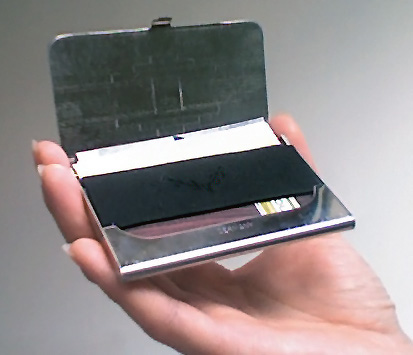
Гаманець для візитівок

- Особисті візитівки використовують при неформальному спілкуванні (візитка містить ім'я і прізвище власника, іноді телефонний номер, посада та адреса в ній не обов'язкові, стиль виконання візиток — відповідно до особистих уподобань і потреб власника).
- Ділові візитiвки використовуються в бізнесі, на офіційних зустрічах та переговорах, для надання контактної інформації своїм майбутнім клієнтам. На них обов'язково вказуються ім'я, прізвище, посада, а також назва компанії та вид її діяльності. В оформленні таких візиток використовується фірмовий стиль компанії, логотип тощо. Тека для зберігання візитівок у канцелярії

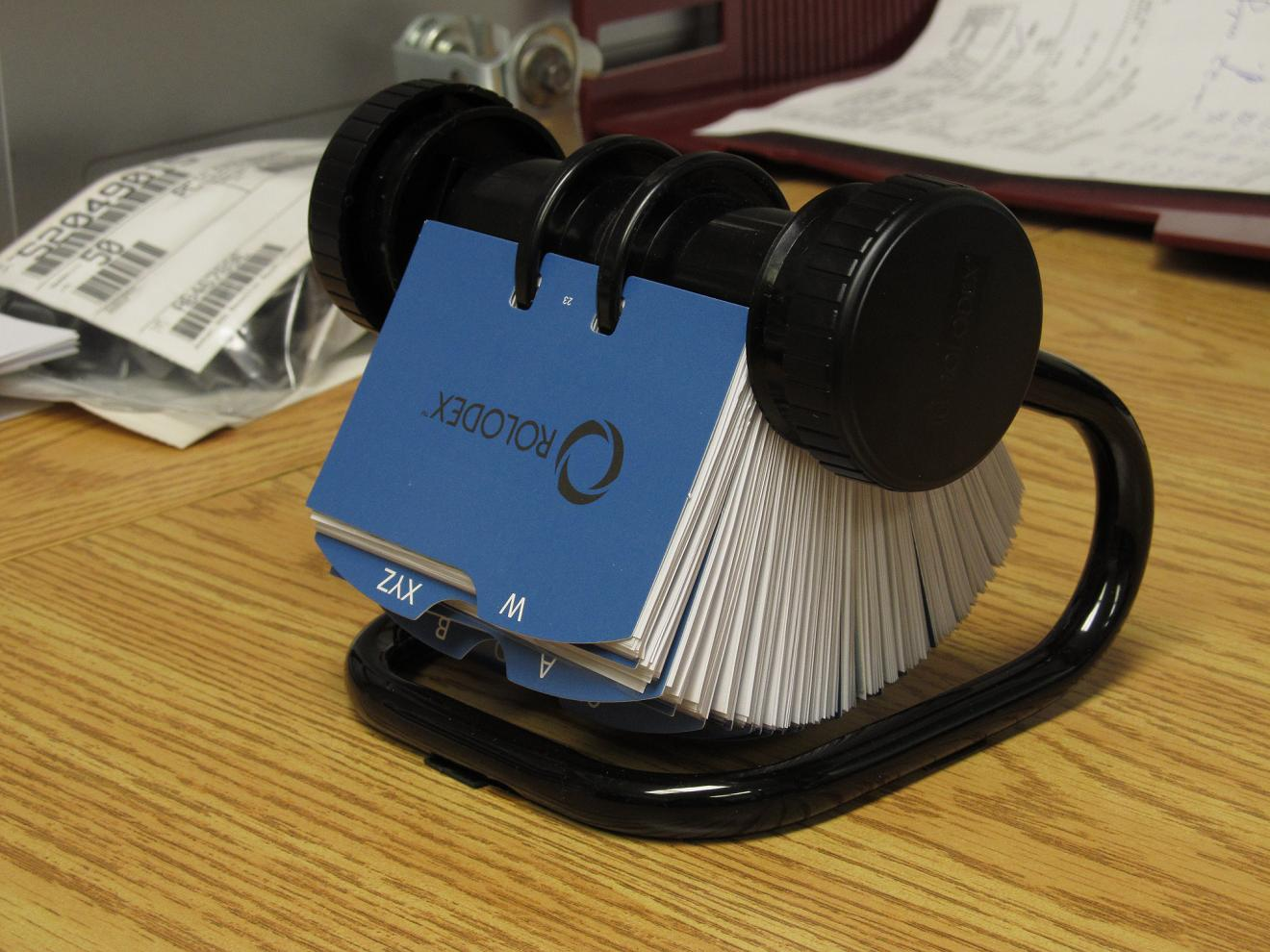
Тека для зберігання візитівок у канцелярії

Такі візитки зазвичай мають строгий дизайн. У державних службовців та депутатів на візитній картці може знаходитися зображення державних відзнак, таких як прапор і герб країни. Ділова візитна картка без адреси також не відповідає нормам етикету. Винятком є дипломати і вищі державні посадові особи.
- Корпоративна візитівка, як правило, не містить імен і прізвищ. На ній вказується повна інформація про компанію: сфера діяльності, перелік послуг, контактні телефони, карта проїзду, адреса сайту, e-mail. Розробляється згідно з фірмовим стилем. Зазвичай має рекламний характер, в основному використовується на виставках.

### Розміри
| Ширина  | Висота  | Де використовується                                             |
| ------- | ------- | --------------------------------------------------------------- |
| 85 мм   | 55 мм   | Німеччина, Італія, Франція, Іспанія, Швейцарія, Нідерланди      |
| 88,9 мм | 50,8 мм | Велика Британія, Канада, США (3½ × 2 дм)                        |
| 90 мм   | 55 мм   | Австралія, Данія, Норвегія, Швеція                              |
| 90 мм   | 54 мм   | Гон-Конг                                                        |
| 90 мм   | 50 мм   | Аргентина, Росія, Румунія, Угорщина, Україна, Польща, Фінляндія |
| 91 мм   | 55 мм   | Японія                                                          |